# Jan Około-Kułak
Jan Około-Kułak (ur. 1894, zm. 25 września 1939 w Warszawie) – polski działacz społeczny i samorządowy, wiceprezydent Warszawy.

## Życiorys

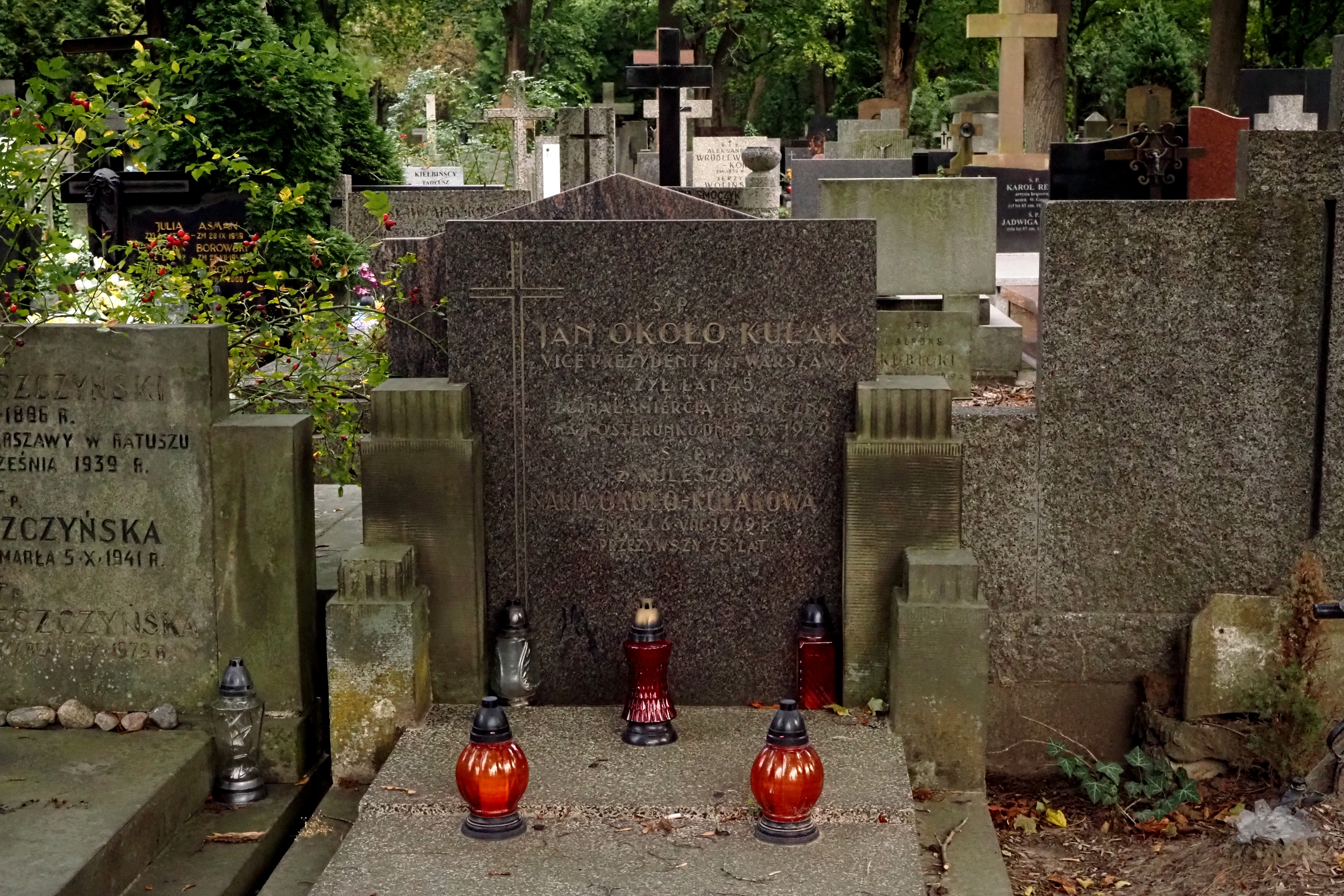
Grób Jana Około-Kułaka na warszawskich Starych Powązkach

Był legionistą i urzędnikiem Ministerstwa Skarbu Państwa. Piastował także funkcję prezesa zarządu Klubu Stowarzyszenia Urzędników Państwowych. W latach 1934–1939 był wiceprezydentem Warszawy w gabinecie Stefana Starzyńskiego. Jako wiceprezydent odpowiadał za kwestie finansowe. 
Zginął w trakcie bombardowania stołecznego ratusza przy ul. Senatorskiej 14/16 w dniu 25 września 1939 roku w trakcie polskiej wojny obronnej we wrześniu 1939 roku.
Jego grób znajduje się na Starych Powązkach w Warszawie (kwatera 257b; rząd 6; miejsce 11).

## Upamiętnienie

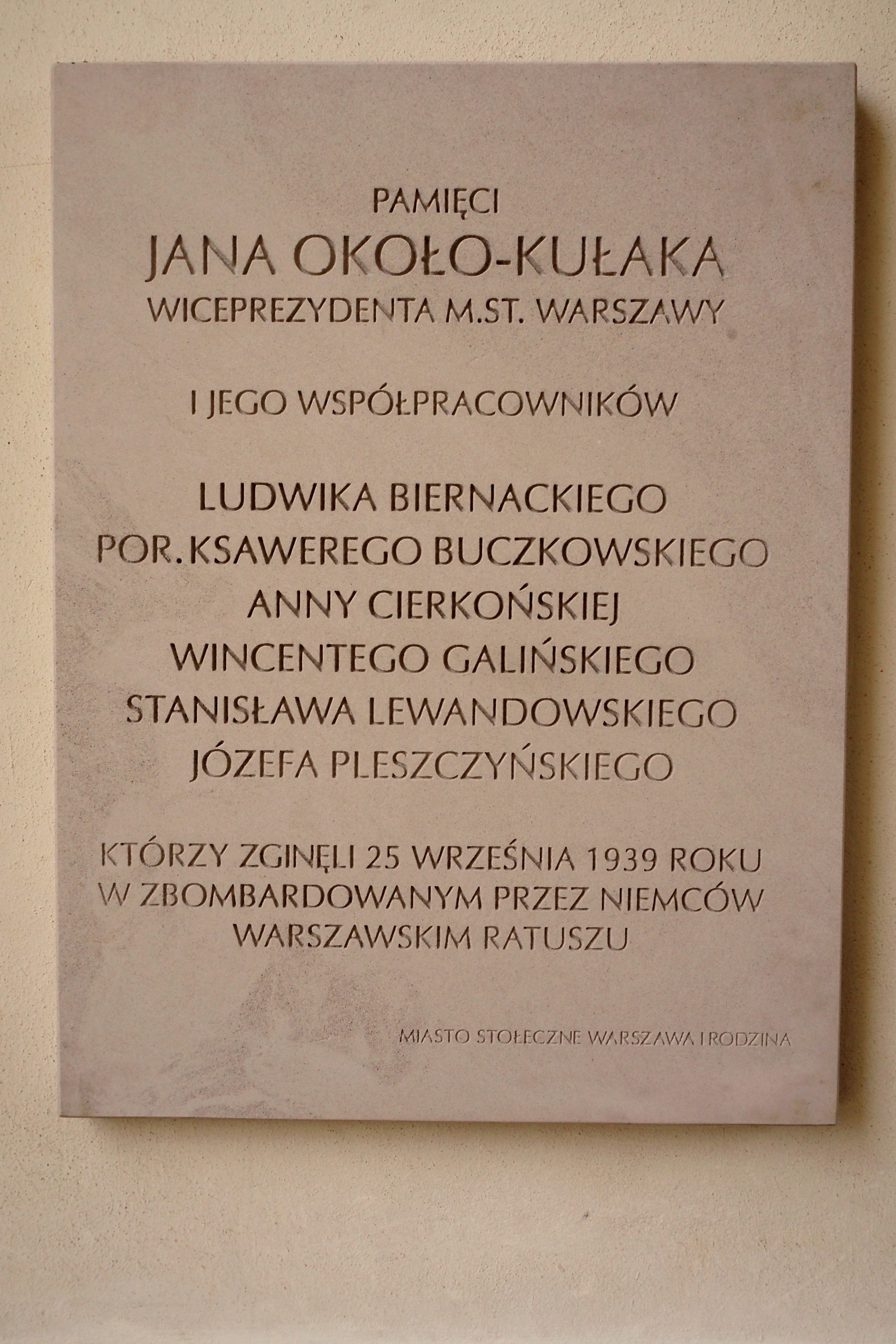
Tablica upamiętniająca wiceprezydenta Warszawy Jana Około-Kułaka w bramie pałacu Jabłonowskich w Warszawie

29 września 2023 roku w bramie pałacu Jabłonowskich odsłonięto tablicę upamiętniającą Jana Około-Kułaka i jego współpracowników. 